# Inno e Marcia Pontificale
Inno e Marcia Pontificale er vatikanstatens nationalmelodi. Melodien blev komponeret af Charles Gounod (1818-1893). Den blev fremført første gang på Peterspladsen den 11. april 1869.